# Walditch
Walditch är en by i civil parish Bridport, i kommunen Dorset, i grevskapet Dorset i England. Byn är belägen 14 km från Lyme Regis. Walditch var en civil parish fram till 1894 när blev den en del av Bothenhampton och Bridport. Civil parish hade 175 invånare år 1891. Byn nämndes i Domedagsboken (Domesday Book) år 1086, och kallades då Waldic.